# Добрыня (посадник)
Добры́ня (Добры́на) (ум. 6 декабря 1117 г.) — новгородский посадник до 1117 года.

## Посадничество
О месте и дате рождения, о юности Добрыни ничего не известно. Известно, что он был девятым новгородским посадником и управлял Новгородом при князе Мстиславе Владимировиче (1088—1117). В Новгородской первой летописи младшего извода присутствует список новгородских посадников, состоящий из 89 имён без датировки. Среди упоминаемых посадников записано и имя Добрыни, которое стоит двенадцатым по счёту. В Ермолинской летописи — оно стоит под шестнадцатым числом.
Согласно летописи, Добрыня умер 6 декабря 1117 г., когда он был посадником. Сразу после него посадником стал Дмитр Завидич.

## Повесть о посаднике Добрыне
Существует летописное известие под 1192 годом о перенесении православной церкви в другое место, а вместо неё был поставлен немецкий храм. Там же указывалось без подробностей, что произошло чудо о посаднике Добрыне. На это событие в 1478 году была написана повесть, которая дошла в двух списках XVI—XVII веков.
В повести рассказывается о двух чудах, а не об одном, как в летописи. Добрыня наделяется должностью степенного посадника, чего не было на самом деле. В антибоярском ключе раскрывается история появления в Новгороде немецкого храма. С помощью подкупа немецкими торговцами посадника, а потом обмана новгородских торговцев самим Добрыней, немецкая церковь была построена. Когда посадник вместе с дружинниками переправлялись на судне по Волхову, вихрь их поднял и отбросил в реку. Сам Добрыня утонул и не был удостоен православного погребения. Его гибель таким образом было приписано первому чуду. А второе чудо оказалось связанным с самой католической церковью. Немцы пригласили мастеров, чтобы те на храмовой стене нарисовали образ Спасов. По завершении, появилась туча с дождём и градом, сперва град выбил стену с образами, а потом дождь их смыл.